# Circa (banda)
Circa (estilizado CIRCA) é uma banda de rock progressivo estadunidense formada em 2007 por ex-membros do Yes Billy Sherwood e Tony Kaye.